# ميرابيغرون
ميرابيغرون (بالإنجليزية: Mirabegron)‏ هو دواء يُستعمل في علاج:
- مثانة عصبية[9]
- اضطرابات البول (منذ 28 يونيو 2012)[10]